# Thanasis Pafilis
Thanasis Pafilis (grec: Θανάσης Παφίλης) (8 de novembre de 1954 a Pitsi, Ftiòtida) és un polític grec i exmembre del Parlament Europeu pel Partit Comunista de Grècia. Es va graduar com a advocat a la Universitat Aristotèlica de Tessalònica.
Va ser triat per al Parlament grec el juny de 1989 amb Sinaspismós per Ftiòtida, i reelegit el novembre de 1989 i abril de 1990. El 16 de juliol de 1991 es va canviar l'afiliació i es va unir al Partit Comunista de Grècia (KKE).
És membre del Comitè Central del KKE des de 1991. Entre 1994 i 2000 va ocupar el càrrec de Secretari General d'EEDYE, el braç grec del Consell Mundial de la Pau. Entre 2002 i 2004 va ser regidor de la Prefectura d'Atenes.
Va ser escollit membre del Parlament Europeu per a Grècia el 2004 amb el KKE, i es va quedar amb l'Esquerra Verda Esquerra Unitària Europea- nòrdica. Va tornar a ser elegit diputat al Parlament Europeu al juliol de 2009, però va renunciar el 13 d'octubre de 2009 després de ser elegit al Parlament grec amb el KKE. Va ser reelegit el maig i juny de 2012.